# José Antonio Somalo Giménez
José Antonio Somalo Giménez (Madrid, 12 de mayo de 1929-Palamós, Gerona, 30 de junio de 2018) fue un juez y magistrado español, primer presidente del Tribunal Superior de Justicia de Cataluña entre 1989 y 1994.

## Biografía

### Formación y carrera profesional
Finalizados sus estudios universitarios en la facultad de Derecho de la Universidad Complutense de Madrid, ingresó en la carrera judicial en 1957 y ejerció como juez en Castilla, Cataluña y Mallorca. Somalo fue magistrado de Trabajo en Barcelona en 1966. En 1988 fue nombrado magistrado del Tribunal Supremo y presidente de la Audiencia Territorial de Barcelona. Fue el primer presidente del Tribunal Superior de Justicia de Cataluña, desde 1989 hasta 1994 cuando se reincorporó a la Sala IV del Tribunal Supremo, especializada en asuntos laborales y de la seguridad social.
Como presidente del TSJC, supervisó la puesta en marcha de los primeros juicios rápidos en Barcelona, con motivo de los Juegos Olímpicos de 1992, tras la promulgación de la ley de Medidas Urgentes de Reforma Procesal. La experiencia fue positiva, si bien «no son la panacea que lo arregla todo» en la administración de Justicia, según aseguró a la Agencia EFE.

### Actividad docente
Además de su actividad judicial, tuvo tiempo para dedicarse a tareas docentes a través de diversos cursos en las universidades de Dijon (Francia), Cambridge (Inglaterra) y de la Academia de Derecho Internacional de La Haya, aparte de ser profesor de la Escuela de Práctica Jurídica del Colegio de Abogados de Barcelona. También fue agregado laboral de la embajada española en Washington.
En el año 2000, tras jubilarse como magistrado, fue nombrado Defensor del Cliente de la Federación Catalana de Cajas de Ahorros, cargo que ocupó hasta 2012.